# Вирзулиця
Вирзу́лиця (болг. Вързулица) — село у Великотирновській області Болгарії. Входить до складу общини Польський Тримбеш.

## Населення
За даними перепису населення 2011 року у селі проживали 146 осіб, з них 145 осіб (99,3%) — болгари.
Розподіл населення за віком у 2011 році:
Динаміка населення: